# كاثي إليوت
كاثي إليوت هي كاتِبة وموسيقية وكاتبة مسرحية وفنانة وملحنة ومُدرسة وممثلة كندية، ولدت في 5 يونيو 1957 في كيبك في كندا، وتوفيت في 15 أكتوبر 2017 في إيسا في كندا بسبب حادث مرور.